# スクライング

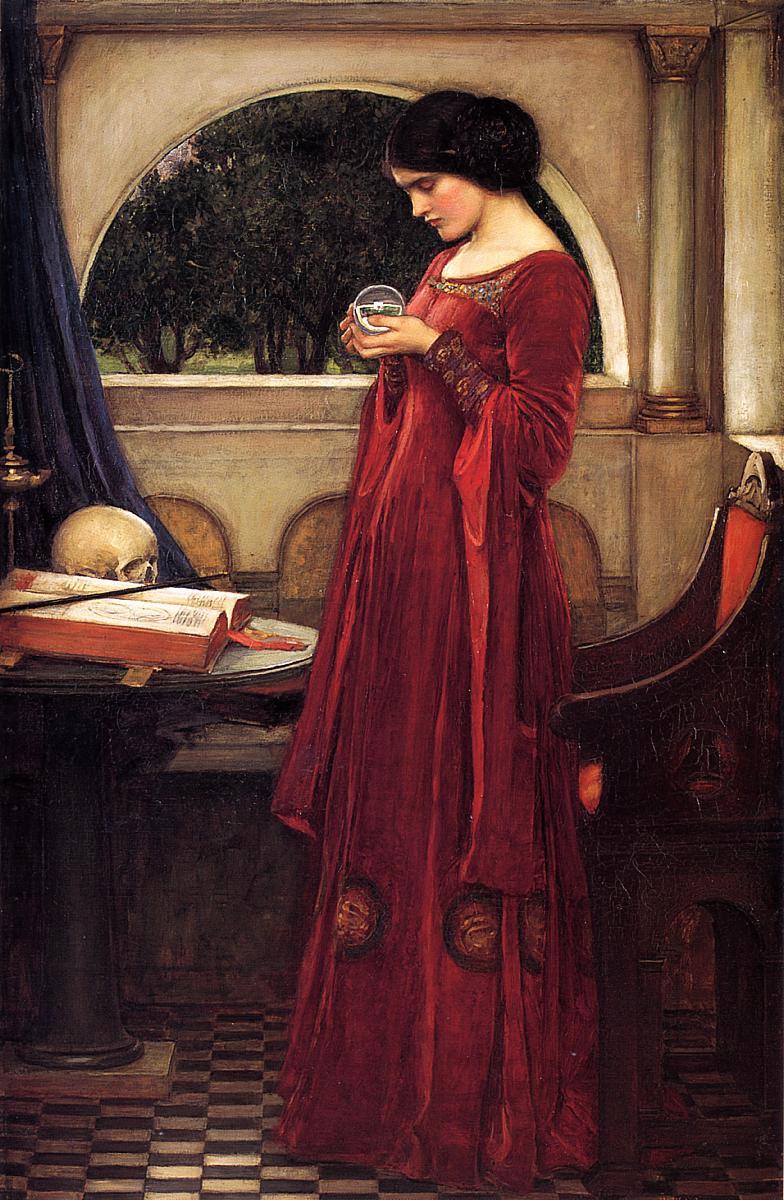
水晶（ジョン・ウィリアム・ウォーターハウス画・1902年）

スクライング（またはスクライイング、英: scrying) は、何らかの物体や物理現象を見つめることにより、眼に入った物理的光に対応しない視覚イメージ、すなわち幻視を得る技法の総称である。

## 概要
古くから占いの方法として用いられ、儀式魔術では霊的存在の姿を確認したりアストラル界のヴィジョンを得るなどの用途がある。水晶、ガラス、水など、ある種の光学特性をもつ物体が使用されることが多い。水晶球を用いた方法は特によく知られており、クリスタルゲイジング (英: crystal gazing、水晶球観照とも訳される) または水晶占い (英: crystallomancy) と呼ばれる。
現代の儀式魔術やウィッチクラフトでは、円形ガラスの裏面を黒く塗ったものを魔法鏡と称して使用することが多い。また、黄金の夜明け団の文書では、タットヴァなどの象徴的図形を観想して幻視を得る手法もスクライングと呼ばれている (ただし skrying と綴る)。